# Hamm (azienda)
Hamm AG è un produttore di rulli compressori per vari settori di applicazione nella costruzione di strade e aeroporti, dighe e movimento terra. L'azienda ha sede a Tirschenreuth ed è il più grande produttore mondiale di rulli stradali.

## Storia

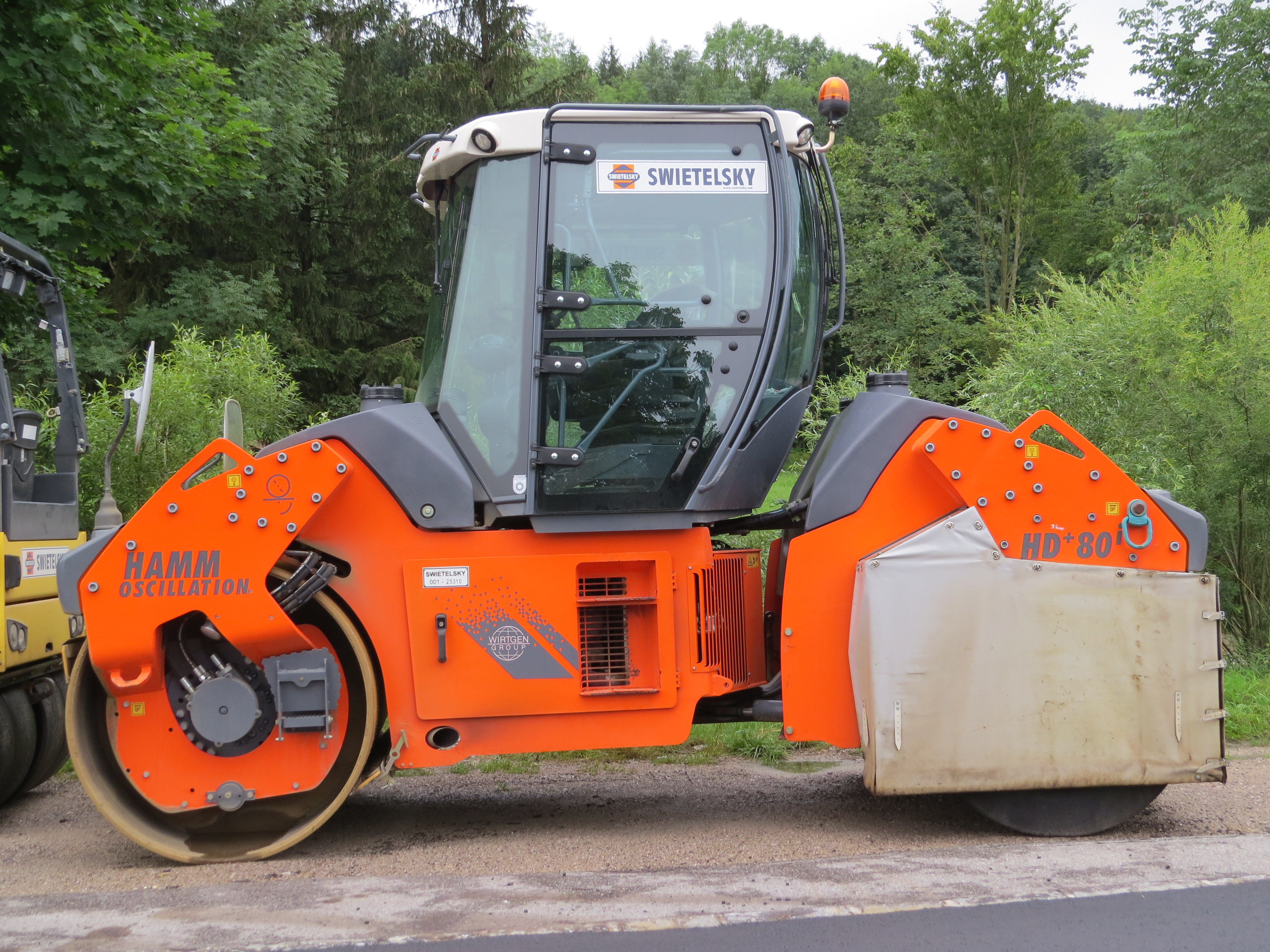
Hamm HD 80

I fratelli Franz e Anton Hamm fondarono la "Maschinenfabrik Gebr. Hamm" a Tirschenreuth nel 1878 che negli anni successivi si occupò della costruzione di macchine agricole. Nel 1911 Hamm si presentò sul mercato con un innovativo rullo compressore a motore diesel che poteva sostituire i rulli a vapore comuni all'epoca. Dal 1928 l'azienda si è concentrata esclusivamente sullo sviluppo, produzione e vendita di rulli stradali. Negli anni successivi furono sviluppati altri prodotti innovativi come rulli tandem e rulli gommati nonché nuove tecniche di compattazione, inclusa l'oscillazione. Dopo la seconda guerra mondiale, Hamm è stato il principale produttore di rulli a livello internazionale.
Tra il 1932 e il 1970, Hamm ha avuto il brevetto per i rulli tandem a trazione integrale ed è stato l'unico produttore di queste macchine al mondo. Nel 1973 fu rilevata la fornitura di pezzi di ricambio dall'allora concorrente Hatra. Nel 1976 Hamm è stata rilevata da IBH-Holding ma quest'ultima ha dichiarato fallimento nel 1983.
Nel 1992, Hamm ha ampliato il suo programma per includere nuove aree di applicazione e ha incluso uno stabilizzatore e un riciclatore completamente idrostatico chiamato "Raco" nella sua gamma di prodotti. Nel 1999 la Wirtgen Group GmbH ha annunciato che avrebbe acquistato Hamm AG e la transazione è stata completata nel marzo 2000. Nel 2002 è stato aperto un nuovo stabilimento a Tirschenreuth; da allora Hamm gestisce il più moderno laminatoio d'Europa. Nel 2003 Hamm ha festeggiato il suo 125º compleanno con ospiti internazionali e la presentazione celebrativa della tecnologia più recente. Il nuovo centro di carico è stato inaugurato nell'agosto 2006 e alla fine dell'anno, l'esistente capannone di montaggio è stato ampliato con una quinta linea ciclo. Nel 2007 è iniziata la costruzione di una nuova fabbrica di bendaggi, entrata in funzione nel settembre 2008. Ciò ha comportato il trasferimento della produzione di rulli dalla Polonia alla sede principale.